# 신선주
신선주(영어: Sun-Joo Shin, ?~)는 미국의 철학자이다. 주 연구 분야는 수리 논리학, 도식 추론 등이며, 현재 예일 대학교 교수로 재직 중이다.